# Saltskogsfjärden
Saltskogsfjärden (lokalt även Scaniasjön)  är en sjö i Södertälje kommun i Södermanland som ingår i Tyresån-Trosaåns kustområde. Sjön har en area på 0,0807 kvadratkilometer och ligger 0 meter över havet.
Saltskogsfjärden är belägen mellan Nyköpingsvägen och Scanias huvudkontor i de södra delarna av centrala Södertälje i Södermanland. Strax söder om Saltskogsfjärden låg tidigare Katthavet.

## Bakgrund
Saltskogsfjärden har varit en del i en kanal mellan Mälaren och Östersjön (Igelstaviken) som gick via Maren. Denna kanal underhölls dock mycket dåligt och förföll med tiden. Invid stationen låg tidigare Södertäljes största järnvägsstation, Södertelge öfre, vilken ibland även har kallats Öfre Telge. Från början hette den dock endast ”Södertelge” vilket vållade viss förvirring, eftersom stationen på den tiden låg väl utanför staden. Denna revs dock i samband med att järnvägen fick en ny, dubbelspårig, dragning genom Södertälje.
På dess östra sida ligger fordonsmuseet Marcus Wallenberg-hallen.
Sjöns omkrets är ungefär 1600m

## Delavrinningsområde
Saltskogsfjärden ingår i delavrinningsområde (656288-160465) som SMHI kallar för Rinner mot Igelstaviken. Medelhöjden är 27 meter över havet och ytan är 8,11 kvadratkilometer. Det finns inga avrinningsområden uppströms utan avrinningsområdet är högsta punkten. Avrinningsområdets utflöde mynnar i havet, utan att ha någon enskild mynningsplats. Bebyggelsen i området täcker en yta av 7,13 kvadratkilometer eller 88 procent av avrinningsområdet.

## Bilder

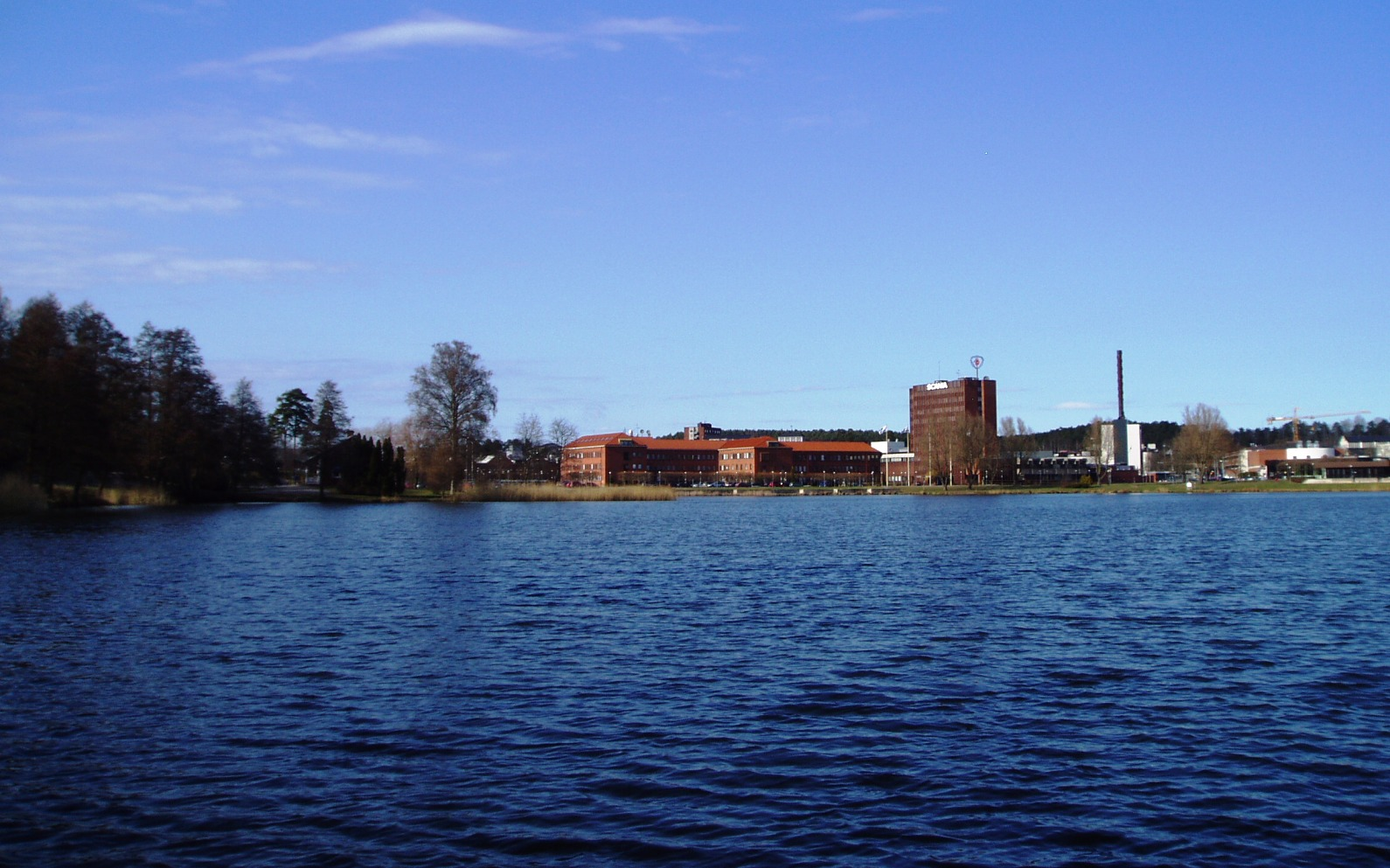
Saltskogsfjärden samt några av Scanias anläggningar.
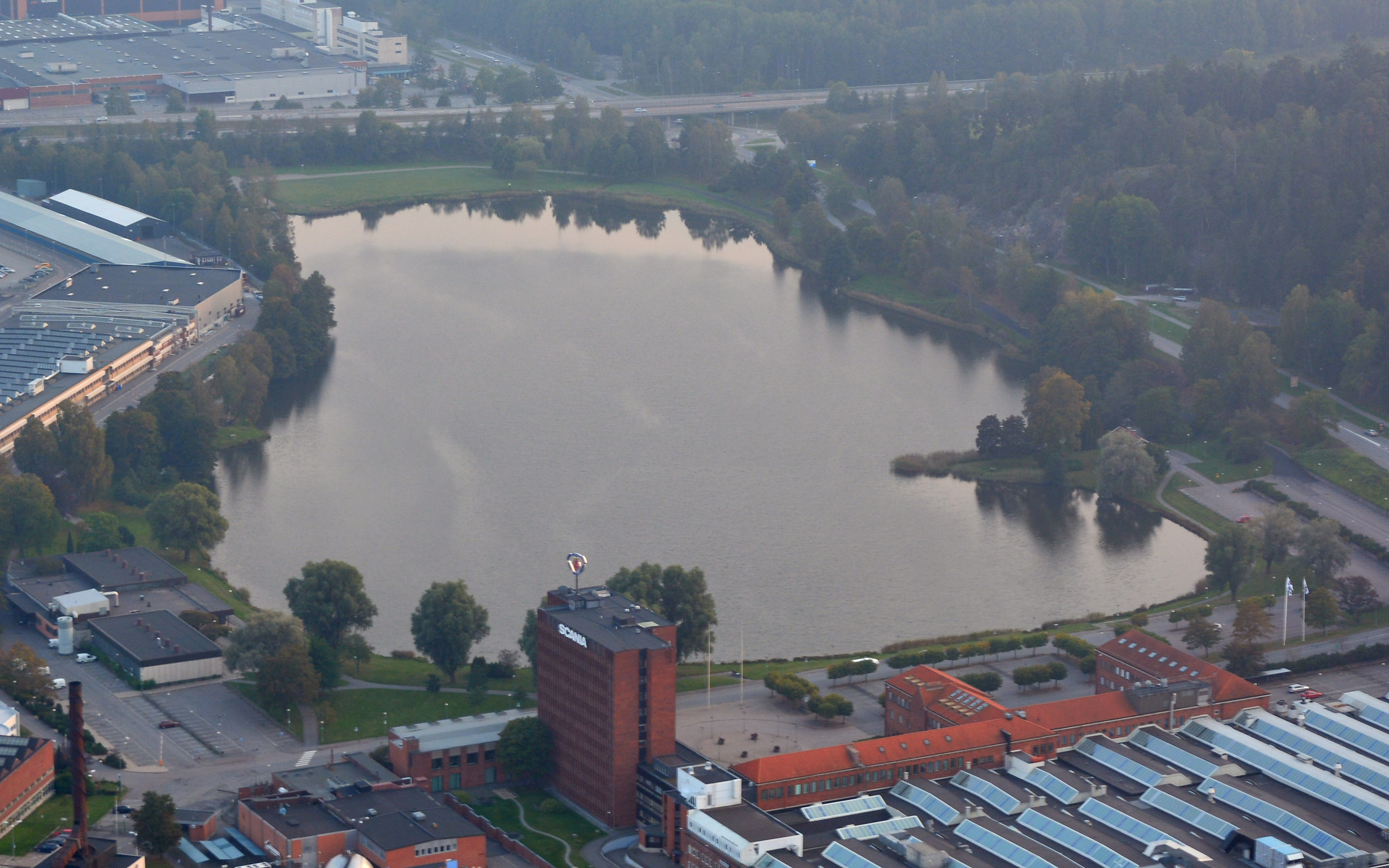
Saltskogsfjärden från luften.